# (18053) 1999 RU208
(18053) 1999 RU208 est un astéroïde de la ceinture principale d'astéroïdes de 18,28 km de diamètre découvert en 1999.

## Description
(18053) 1999 RU208 a été découvert le 8 septembre 1999 à l'observatoire Magdalena Ridge, situé dans le comté de Socorro, au Nouveau-Mexique (États-Unis), par le projet Lincoln Near-Earth Asteroid Research (LINEAR).

### Caractéristiques orbitales
L'orbite de cet astéroïde est caractérisée par un demi-grand axe de 2,89 UA, un périhélie de 2,16 UA, une excentricité de 0,25 et une inclinaison de 12,26° par rapport à l'écliptique. Du fait de ces caractéristiques, à savoir un demi-grand axe compris entre 2 et 3,2 UA et un périhélie supérieur à 1,666 UA, il est classé, selon la JPL Small-Body Database, comme objet de la ceinture principale d'astéroïdes.

### Caractéristiques physiques
(18053) 1999 RU208 a une magnitude absolue (H) de 12,8 et un albédo estimé à 0,027, ce qui permet de calculer un diamètre de 18,28 km. Ces résultats ont été obtenus grâce à la méthode radiométrique en utilisant les données d'observations obtenues par le télescope spatial infrarouge IRAS] lancé en 1983 et qui a permis d'élaborer le catalogue IRAS Minor Planet Survey (IMPS).